# Кляйн-Берсен
Кляйн-Берсен (нім. Klein Berßen) — громада в Німеччині, розташована в землі Нижня Саксонія. Входить до складу району Емсланд. Складова частина об'єднання громад Зегель.
Площа — 16,93 км2. Населення становить 1167 ос. (станом на 31 грудня 2021).